# Euscyrtodes pliginskii
Euscyrtodes pliginskii är en insektsart som beskrevs av Andrej Vasiljevitj Gorochov 1987. Euscyrtodes pliginskii ingår i släktet Euscyrtodes och familjen syrsor. Inga underarter finns listade i Catalogue of Life.